# L'Intérieur de la nuit
L'Intérieur de la nuit est un roman de Léonora Miano paru en 2006 aux édition Pocket et ayant reçu six prix entre 2005 et 2007.

## Histoire du roman

### Écriture du roman
L'Intérieur de la nuit a été écrit par Léonora Miano après douze années de maturation littéraire. Bien qu'il soit son premier livre publié, l'auteure avait déjà produit plusieurs écrits avant de se lancer dans ce projet. Miano a voulu créer une œuvre qui confronte les réalités africaines à travers le prisme de son expérience personnelle et de son héritage culturel. Le roman a été façonné par son parcours d'exil et sa volonté de donner une voix aux femmes africaines, tout en explorant des thèmes complexes tels que la corruption et la violence.

### Prix littéraires
Le roman a reçu un accueil critique enthousiaste, remportant six prix littéraires prestigieux, dont Les lauriers verts de la forêt des livres, Révélation (2005), le prix Louis-Guilloux (2006), le prix du premier roman de femme (2006), le Prix René-Fallet (2006), le prix Bernard-Palissy (2006), et le Prix de l'excellence camerounaise (2007). Le magazine Lire le qualifie de meilleur premier roman français de l'année 2005. Ces distinctions ont contribué à établir Miano comme une voix importante dans la littérature francophone contemporaine,.

## Résumé
L'histoire suit Ayané, une camerounaise qui est née à Eku, petit village du sud du Cameroun où rien n'a a priori changé depuis des millénaires. Sa mère étrangère et son père évolué l'incitent à partir finir ses études en France. A son retour, elle n'est pas la bienvenue : les anciennes pensent qu'elle n'est qu'une sorcière. Pire : des patriotes du nord prennent les habitants en otage et les contraignent, sous couvert de renouer avec les traditions, à se livrer à un sacrifice humain. Comment le village va-t-il réussir à surmonter cette terrible épreuve ?

### Thèmes et Intrigue
Le roman aborde des thématiques puissantes, telles que la responsabilité historique de l'Afrique dans la traite négrière, les dynamiques de pouvoir, et les défis contemporains auxquels le continent fait face. L'histoire suit Ayané, une jeune femme éduquée qui, à l'occasion d'un retour dans son village natal, est accueillie comme une étrangère. Son parcours est marqué par des tensions entre son éducation moderne et les traditions ancestrales de son village. Cette œuvre dérangeante rend hommage à la richesse culturelle du continent tout en interrogeant les blessures laissées par l'histoire coloniale.

## Engagement
Léonora Miano est connue pour son engagement profond en faveur des droits humains, de la justice sociale et de la représentation des voix marginalisées, en particulier celles des femmes africaines,. À travers son œuvre, elle aborde des thématiques sensibles telles que la traite négrière, la violence de genre, et les dynamiques de pouvoir en Afrique, cherchant à mettre en lumière les réalités souvent ignorées ou mal comprises par le lectorat occidental. Miano utilise sa plume non seulement pour raconter des histoires, mais aussi pour susciter des réflexions critiques sur l'identité, la mémoire et l'héritage colonial. Son engagement se manifeste également par sa volonté de revendiquer une identité africaine plurielle, en dénonçant les stéréotypes et en promouvant une vision nuancée des cultures africaines. Par ses écrits et ses interventions publiques, elle aspire à inspirer un changement social et à encourager un dialogue interculturel, faisant d'elle une figure essentielle de la littérature francophone contemporaine.

## Éditions
- Pocket, 2005  (ISBN 9782266162685)